# Physoconops
Physoconops is een geslacht van insecten uit de familie van de blaaskopvliegen (Conopidae), die tot de orde tweevleugeligen (Diptera) behoort.

## Soorten
- P. analis (Fabricius, 1805)
- P. brachyrhynchus (Macquart, 1843)
- P. bulbirostris (Loew, 1853)
- P. discalis (Williston, 1892)
- P. excisus (Wiedemann, 1830)
- P. floridanus Camras, 1955
- P. fronto (Williston, 1885)
- P. gracilis (Williston, 1885)
- P. nigrimanus (Bigot, 1887)
- P. obscuripennis (Williston, 1882)
- P. sylvosus (Williston, 1882)
- P. townsendi Camras, 1955